# Grace Tanda
Bapianga Deogracias "Grace" Tanda, född 29 januari 1994, är en svensk-kongolesisk fotbollsspelare som spelar för IFK Östersund.

## Karriär
Tanda är född i Kongo-Kinshasa, men flyttade till Sverige som sjuåring. Han började spela fotboll i Ope IF. 2011 gick Tanda över till Östersunds FK Ungdom, som han spelade för i Division 4. I ÖFK Ungdom gjorde Tanda 12 mål under två säsonger.
Inför säsongen 2014 gick han till division 2-laget IFK Östersund. Efter endast en halv säsong i IFK Östersund värvades Tanda av Östersunds FK under sommaren 2014. Han debuterade i Superettan den 25 oktober 2014 i en 2–1-hemmaförlust mot Assyriska FF, där Tanda i den 87:e minuten byttes in mot Luka Peric. Den 2 november 2014 spelade Tanda sin första match från start samt gjorde sitt första Superettan-mål i en 2–2-match mot Ängelholms FF.
I mars 2016 värvades Tanda av division 2-klubben Skellefteå FF, där han skrev på ett ettårskontrakt. Han gjorde 11 mål för klubben i Division 2 2016. I december 2016 värvades Tanda av Motala AIF.
I mars 2018 värvades Tanda av division 1-klubben BK Forward. Den 16 januari 2019 värvades Tanda av Gefle IF. Efter säsongen 2019 lämnade han klubben.
I februari 2020 skrev Tanda på för vietnamesiska Thanh Hóa. I mars 2020 skrev Tanda på för vietnamesiska Đà Nẵng. Den 1 mars 2021 värvades han av Vasalunds IF. Under samma månad lånades Tanda ut till IFK Luleå. Den 3 maj 2021 meddelade IFK Luleå att låneavtalet brutits i förtid och att Tanda återvände till Vasalund.
I juli 2021 värvades Tanda av Levski Lom i bulgariska andraligan. Våren 2022 spelade han för Baladiyat El Mahalla i egyptiska andraligan och hösten 2022 för Al-Suqoor i saudiska andraligan.
I mars 2023 återvände Tanda till Sverige och skrev på för Ettan Norra-klubben Örebro Syrianska. I juli 2023 lämnade han klubben. Inför säsongen 2024 återvände Tanda till division 2-klubben IFK Östersund.